# Andreja Gomboc
Andreja Gomboc   (Murska Sobota, 10 de novembre de 1969) és una astrofísica eslovena.

## Biografia
Andreja Gomboc va néixer a Murska Sobota, Eslovènia.
Andreja Gomboc es va graduar l'any 1995 a la Facultat de Matemàtiques i Física (FMF) de la Universitat de Ljubljana amb el treball Kako je videti padec zvezde v črno luknjo (Com és una estrella que cau en un forat negre).
Del 1995 al 2001 va ser estudiant de postgrau de física a la FMF i també ajudant de professors. Va obtenir el doctorat defensant la tesi Hitre spremembe izseva ob interakciji s črno luknjo (Canvis ràpids de lluminositat a causa de la interacció amb un forat negre), que va preparar sota la supervisió d'Andrej Čadež. A la tesi, va tractar la interrupció de les marees de les estrelles durant una trobada propera amb un forat negre massiu en un nucli galàctic. Després d'obtenir el seu doctorat, es va convertir en membre del Departament de Física de la FMF, on va ser professora associada d'astronomia i astrofísica i va impartir assignatures: Astrofísica, Astronomia 2, Astrofísica teòrica, Astrofísica dels estels i de galàxies, Temes seleccionats en astrofísica i física de partícules. Els anys 2008–2014 va donar conferències d'astronomia a la Facultat d'Educació de Ljubljana (PeF). Des de la tardor de 2015 és professora titular d'astronomia a la Universitat de Nova Gorica.
Per al seu doctorat, la seva dissertació va rebre el premi de recerca Pomurje l'any 2002.
Del 2002 al 2004 va ser becària postdoctoral Marie Curie a l'Institut de Recerca en Astrofísica (ARI) de la Universitat John Moores de Liverpool (Anglaterra). Allà es va involucrar en un projecte d'investigació per observar els resplendors òptics dels esclats de raigs gamma amb tres telescopis robòtics més grans: el telescopi Liverpool a l'observatori Roque de los Muchachos a La Palma, el telescopi Faulkes North a Hawaii, i el telescopi Faulkes South a Austràlia. El grup GRB de l'ARI, la Universitat John Moores de Liverpool, entre els membres del qual també hi ha Andreja Gomboc, va rebre el premi The Times Higher (atorgat per Times Higher Education) al projecte de recerca de l'any 2007. El jurat va premiar un treball en equip excel·lent i els resultats de la mesura de la polarització òptica del resplendor, publicat a Science. Entre altres publicacions, també és coautora de dos articles a Science i tres articles a Nature.
El gener de 2010 va pronunciar una xerrada titulada «Vesolje in mi» (Nosaltres i l'Univers) a l'Assemblea Nacional de la República d'Eslovènia com a part del projecte «Recolectant coneixements».
És membre de la Missió Gaia, que va ser llançada per l'ESA el 2013. La missió Gaia mesura distàncies i velocitats radials d'uns mil milions d'estrelles a la nostra galàxia.
Durant el període 2011-2014 va ser la investigadora principal del projecte de l'ESA «Relativistic Global Navigation System».
Els seus camps de recerca són l'astronomia i l'astrofísica, la teoria general de la relativitat, els forats negres, els esclats de raigs gamma, la rotació estel·lar i les velocitats de rotació d'estrelles simbiòtiques.
Publica articles de divulgació científica sobre astronomia i astrofísica a la revista astronòmica eslovena Spika. És la fundadora i editora de la pàgina web Portal v vesolje (Portal a l'espai).
A l'Any Internacional de l'Astronomia 2009 (IYA) va ser el Punt Únic de Contacte i Coordinadora d'Eslovènia. Entre altres activitats de l'IYA, va iniciar i organitzar una exposició d'astrofotografies From Earth to the Universe al passeig Jakopič (al parc Tivoli) a Ljubljana, l'exposició itinerant From Earth to the Universe, les Jornades de portes obertes a l'Observatori Astronòmic i Geofísic de Golovec (AGO) i altres. També va ser coeditora de les actes del taller Eslovènia i l'espai –ahir, avui i demà i del catàleg de l'exposició De la Terra a l'Univers. Va rebre el premi Prometej znanosti 2007 (Prometeu de la ciència 2007) per la coedició de la monografia Fizika, moj poklic – življenje in delo naših znanosti (La física, la meva professió: vida i obra de les nostres físiques), i Prometeu de la ciència 2009 (per dirigir el Comitè Organitzador de l'Any Internacional de l'Astronomia 2009 a Eslovènia).
És la presidenta del comitè nacional per a la competició d'astronomia organitzat des de 2009 per la Societat de Matemàtics, Físics i Astrònoms d'Eslovènia. Andreja Gomboc és membre de la Marie Curie Fellows Organization, PAZU, la Societat Astronòmica Europea (EAS) i la Unió Astronòmica Internacional (IAU).
El 2015 va rebre el Certificat de Reconeixement Zois, un premi estatal eslovè, per les importants conclusions de la investigació sobre les explosions de raigs gamma.
El 2016 va organitzar el simposi astronòmic New Frontiers in Black Hole Astrophysics (Noves fronteres en astrofísica del forat negre), el primer simposi de la Unió Astronòmica Internacional a Eslovènia.